# 舒馬瓦國家公園

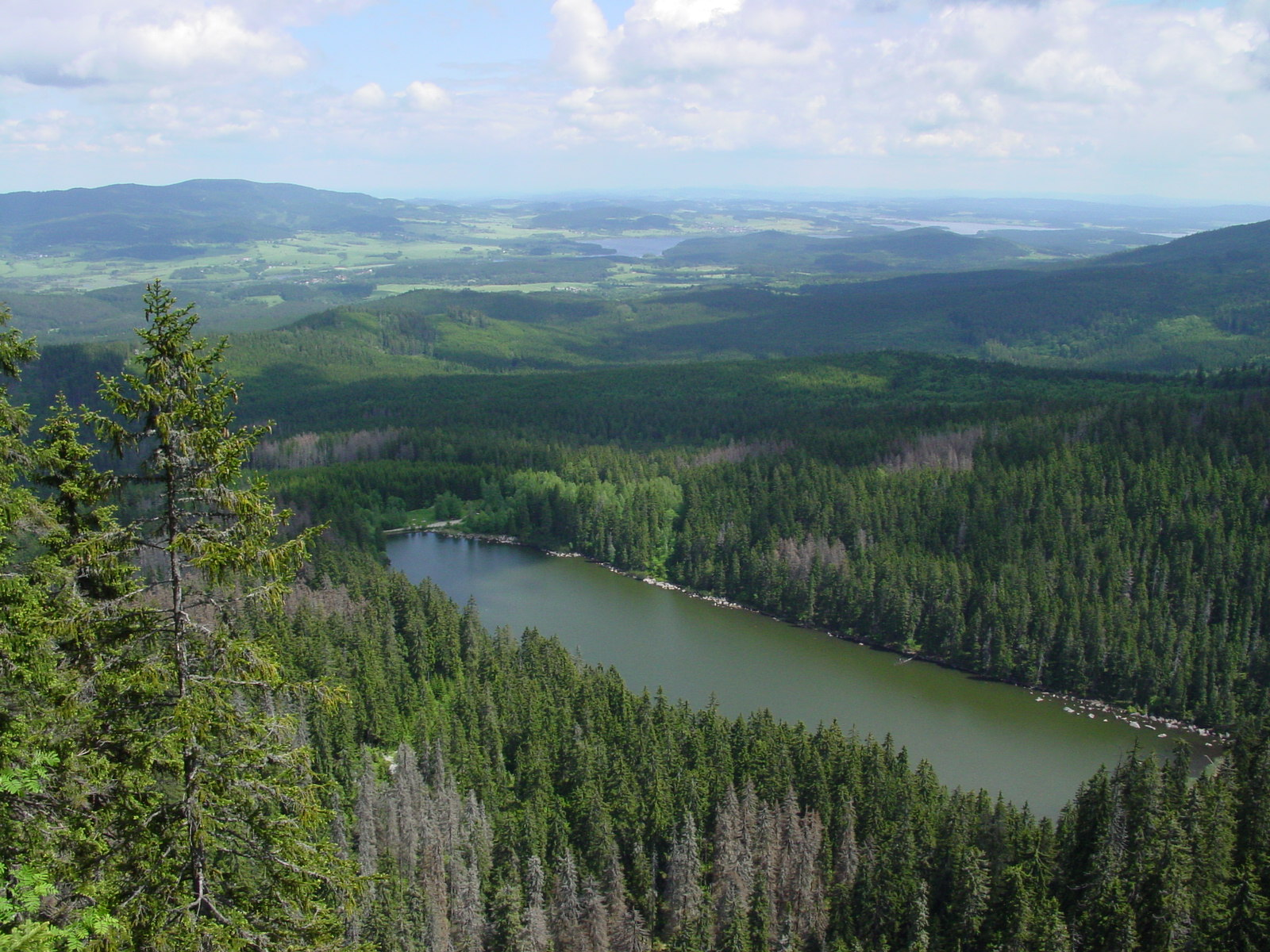

舒馬瓦國家公園是捷克的國家公園，位於該國西南部，毗鄰與德國和奧地利接壤的邊境，始建於1991年3月20日，面積681平方公里，最高點海拔高度1,378米。

## 外部連結
- www.npsumava.cz